# Алі Сулейман
Алі Сулейман (англ. Ali Sulieman, нар. 1 січня 2000) — еритрейський футболіст, нападник ефіопського клубу «Хавасса Сіті» та національної збірної Еритреї.

## Клубна кар'єра
Алі Сулейман розпочав виступи на футбольних полях у 2019 році в еритрейському клубі «Ред Сі», у якому грав до 2021 року. У 2021 році перейшов до ефіопського клубу «Бахр-Дар Кенема». З 2022 року еритрейськи футболіст грає в іншому ефіопському клубі «Хавасса Сіті».

## Виступи за збірну
У 2019 році Алі Сулейман дебютував у складі національної збірної Еритреї в матчі кваліфікаційного турніру чемпіонату світу з футболу 2022 року проти збірної Намібії, в якому відзначився забитим м'ячем, щоправда еритрейська збірна програла матч із рахунком 1-2. Станом на початок 2021 року в національній команді зіграв 9 матчів, у яких відзначився 3 забитими м'ячами.